# Wybory parlamentarne na Łotwie w 2014 roku

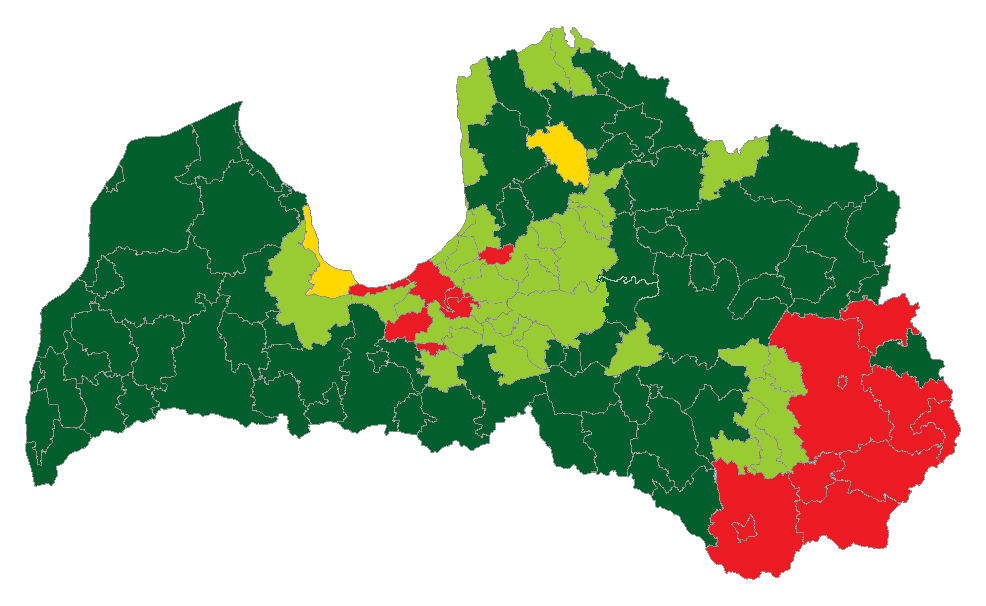
Mapa przedstawiająca ugrupowania polityczne, które uzyskały najwyższy wynik wyborczy w poszczególnych okręgach

Wybory parlamentarne na Łotwie w 2014 roku (łot. 12.Saeimas vēlēšanas – wybory do Sejmu XII kadencji) odbyły się w sobotę 4 października.
Celem głosowania był wybór 100 posłów do Sejmu XII kadencji. Wybory miały się odbyć w pięciu okręgach wyborczych: Ryga, Łatgalia, Kurlandia, Semigalia, Vidzeme. Uprawnieni do głosowania w wyborach byli obywatele Łotwy, którzy najpóźniej w dniu wyborów ukończyli 18 lat. Partie polityczne mogły rejestrować listy wyborcze od 16 lipca do 5 sierpnia 2014.
Chęć udziału w wyborach zgłosiło 13 ugrupowań. Tyle samo list zostało zarejestrowanych przez Centralną Komisję Wyborczą. Łącznie zgłoszono 1156 kandydatów, ich średni wiek wynosił 45 lat, większość z nich na czas rejestracji zamieszkiwała w Rydze.

## Wyniki wyborów
| Lista wyborcza                                   | Głosy     | %     | Mandaty | +/–  |
| ------------------------------------------------ | --------- | ----- | ------- | ---- |
| Zgoda                                            | 209 887   | 23,00 | 24      | –7   |
| Jedność                                          | 199 535   | 21,87 | 23      | +3   |
| Związek Zielonych i Rolników                     | 178 210   | 19,53 | 21      | +8   |
| Zjednoczenie Narodowe                            | 151 567   | 16,61 | 17      | +3   |
| Od Serca dla Łotwy                               | 62 521    | 6,85  | 7       | nowy |
| Łotewskie Zjednoczenie Regionów                  | 60 812    | 6,66  | 8       | nowy |
| Rosyjski Związek Łotwy                           | 14 390    | 1,58  | 0       | –    |
| Zjednoczeni dla Łotwy                            | 10 788    | 1,18  | 0       | nowy |
| Dla Rozwoju Łotwy                                | 8156      | 0,89  | 0       | nowy |
| Nowa Partia Konserwatywna                        | 6389      | 0,70  | 0       | nowy |
| Wolność. Wolność od Strachu, Nienawiści i Złości | 1735      | 0,19  | 0       | –    |
| Wzrost                                           | 1515      | 0,17  | 0       | nowy |
| Suwerenność                                      | 1033      | 0,11  | 0       | nowy |
| Głosy nieważne                                   | 6953      | –     | –       | –    |
| Razem                                            | 913 491   | 100   | 100     | 0    |
| Zarejestrowanych wyborców/frekwencja             | 1 552 235 | 58,85 | –       | –    |
| Źródło: Centralna Komisja Wyborcza               |           |       |         |      |